# Dolanci
Dolanci so naselje v Občini Komen. Hiše so razporejene na osončenem pobočju doline Branice, JZ pod Erzeljem. Na zahodnem robu vasi je postavljen spomenik baronu Čehovinu.